# Gros (monnaie)
Pour les articles homonymes, voir Gros.
Le gros désigne à partir de la fin du XIIe siècle un ensemble très divers de pièces de monnaie d'argent dont le poids et la valeur variaient sur l'ensemble du continent européen, et du pourtour méditerranéen. 

## Étymologie et variations des appellations

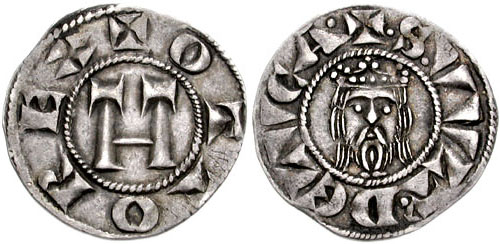
Grosso de Lucques (argent, 1209).

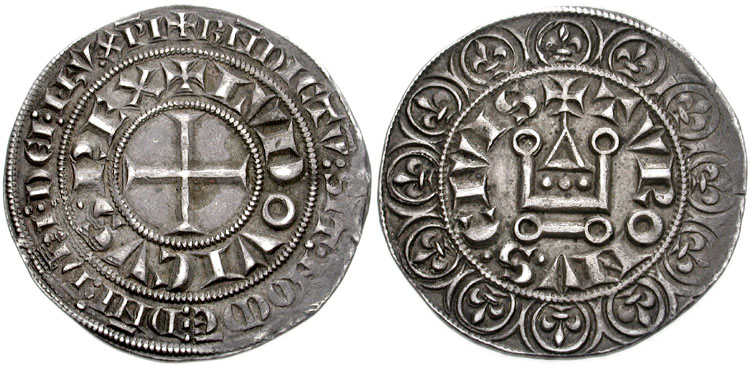
Gros tournois frappé sous Louis IX (argent, 1266).

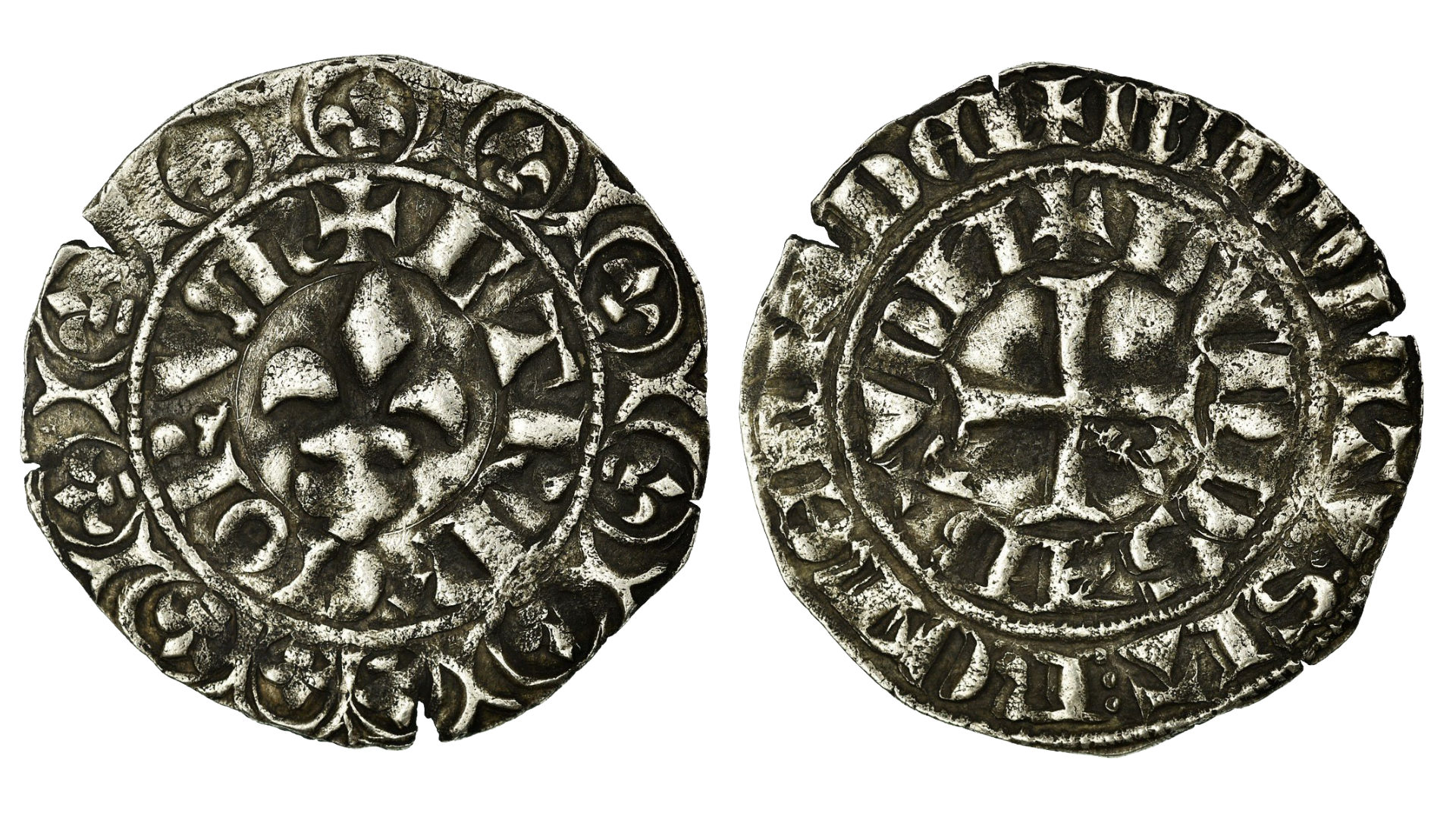
États italiens, maison de Savoie, Louis II de Vaud, gros à la fleur de lys, Pierre-Châtel (argent, avant 1350).

Son nom est issu de l'expression latine grossus Turonensis, « gros de Tours », du nom de la ville située dans le royaume de France, là cette pièce fut frappée vers 1266, désignant littéralement un denier épais ou grand, par comparaison avec la taille standard du denier d'argent ; par ailleurs, le gros était à cette époque une unité de masse valant 3 deniers. Une autre thèse explicative estime que la double croix (en latin crossus) apparaissant sur l'un des côtés de la pièce, aurait donné, par corruption, le nom grossus.
Nom que prend la pièce dans d'autres langues que le français :
- Albanais : grosh
- Allemand : Groschen (bas allemand : grosse)
- Amharique : gersh
- Anglais : groat
- Arabe : qirsh
- Grec : γρόσι (« grósi »)
- Hongrois : garas
- Italien : grosso (pluriel : grossi)
- Néerlandais : grōte puis groot
- Polonais : grosz (pluriel : groszy)
- Slavon d'église (langues dérivées, comme le bulgare, macédonien, russe, serbo-croate, ukrainien) : грош (groš), грош (hroš)
- Tchèque : groš
- Turc : kuruş
- Yiddish : גראָשן (« grošn »)

## Histoire monétaire
La mise en circulation de métaux précieux issus des trésors laïcs ou ecclésiastiques et l'excédent du commerce en lien avec la Péninsule italienne permit la frappe de nouvelles pièces supérieures par leur poids et leur titre aux deniers post-carolingiens : Venise à partir de 1202, suivie par d'autres républiques italiennes (Florence, Gênes, Sienne), émit des gros d'argent bientôt copiés dans toute l'Europe. En France, Saint Louis créa le gros tournois qui valait alors douze deniers. Lancé en 1300, le gros de Prague devient une référence pour toute l'Europe centrale.
Ce format se répand ensuite en Suisse (« demi-gros » en Suisse romande ou « gros pragois » en Suisse orientale). Depuis l'époque moderne, le gros ne fut plus qu'une monnaie de billon, valant trois kreuzers.
En Angleterre, le groat désigne une pièce de 4 pence, apparue en 1460 sous le règne d'Édouard IV.
Dès la fin du XVe siècle, la pièce de douze deniers est appelée en France un « douzain », frappée non plus en argent titré mais en billon.
En 1688, l'Empire ottoman réforme sa monnaie et institue la piastre, sur le modèle des Italiens, une grosse monnaie d'argent appelée kurûş.
En 1723, les mots groch ou grochen [sic], désignent la « petite monnaie de Pologne ». En 1832, le groschen designe la « petite monnaie en usage en Allemagne et en Autriche ».

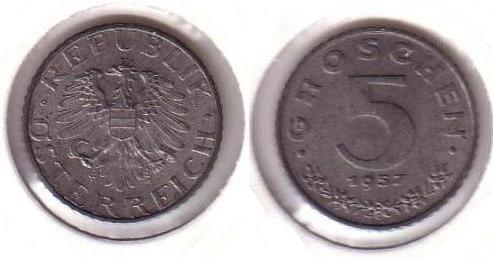
Pièce de 5 groschen (Autriche, 1957) en zinc, frappée jusqu'en 1994.

Son usage perdure en Autriche où il désigne, jusqu'à l'introduction de l'euro, la subdivision du schilling équivalant à 100 groschen, en Pologne, où le grosz désigne la centième partie du złoty, et en Turquie, où le kuruş désigne la centième partie de la livre.